# Геометрическая черепаха
Геометрическая черепаха (лат. Psammobates geometricus) — вид сухопутных черепах.

## Описание

### Внешний вид
Длина панциря до 15 (по другим данным — до 24) см. Он высокий, щитки карапакса бугорчатые и рельефные. Окрашены нарядно: из центра каждого щитка на чёрно-коричневом фоне расходятся жёлтые радиальные линии, образуя сложный геометрический узор. Лапы, голова и шея тёмные, с жёлтым узором. Самки крупнее самцов. Бедренных шпор нет.
Размер панциря новорожденных черепашат 30 на 40 мм при массе тела около 6—8 г.

### Распространение и места обитания
Обитает на юго-западе Африки (крайний юго-запад Капской провинции). Ареал вытянут узкой полосой по береговой низменности со средиземноморской растительностью между горами и морем. Размеры ареала приблизительно 160 на 70 км. Большая часть популяций обитает не выше 80 м над уровнем моря, но некоторые поднимаются до 200—600 м над уровнем моря.
Численность вида оценивается в 2000—4000 экземпляров, образующих 10—15 разрозненных популяций. Почти ¾ особей составляют популяции, обитающие в охраняемых зонах. Максимальная плотность в среднем 5 особей на гектар.
Населяет не культивируемые территории, покрытые травой и мелким кустарником.

### Питание
Растительноядна. Геометрическая черепаха ест дикорастущие травы, богатые клетчаткой. В природе поедает свой и чужой кал.

### Размножение и развитие
Самка делает в год 2—3 кладки из 2—4 яиц 30 на 26 мм каждое. Откладка яиц проходит весной, а молодые вылупляются осенью до начала зимних дождей. Инкубация при температуре 26—28°С длится 150—210 дней. Известны геометрические черепахи, доживавшие до 30 лет.

## Геометрическая черепаха и человек
В настоящее время численность стабильна, но на значительной части ареала вид исчез из-за освоения мест обитания человеком. Основные причины падения численности — разрушение мест обитания, частые пожары и интродукция иноземных растений.
Охраняется законом в частных и государственных заповедниках Капской провинции, общей площадью 2880 гектаров.
Один из способов сохранения вида — разведение в искусственных условиях. Есть случаи размножения в неволе.